# Pedra d'Ezana
La pedra d'Ezana és un objecte de l'antic Regne d'Axum. És un monument de pedra que documenta la conversió del rei Ezana al cristianisme i la submissió de diversos pobles veïns, entre els quals estaven els Mèroe. Actualment es conserva in situ al parc del Rei Ezana, un espai públic al centre d'Axum, a Etiòpia.

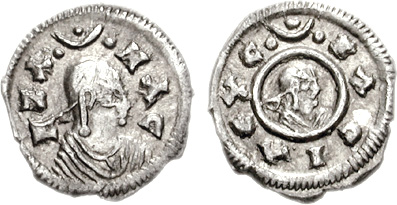
Monedes encunyades amb l'efígie d'Ezana

El rei Ezana governà entre el 330 de i el 356 de l'antic regne aksumita de la Banya d'Àfrica. Ezana lluità contra els nubis i gravà les seues victòries en pedra en gueez (l'antic llenguatge etíop), sabeu (àrab del sud) i grec per lloar a Déu per les seues victòries. Els gravats en pedra proporcionen un monument trilingüe de manera semblant a la pedra de Rosetta.
L'Església ortodoxa etíop o Tawahedo tingué els inicis en aquesta època. La Història eclesiàstica de Rufí d'Aquileia narra que sant Frumenci, esclau i tutor del jove rei, el convertí al cristianisme. Cap al final del seu regnat, sobre l'any 350, el rei Ezana començà una campanya contra els cuixites que arrasà el Regne de Cuix; algunes inscripcions en pedra escrites en gueez (i en alfabet amhàric) s'han trobat a Mèroe, la ciutat principal i central dels cuixites.